# Fabio Taborre

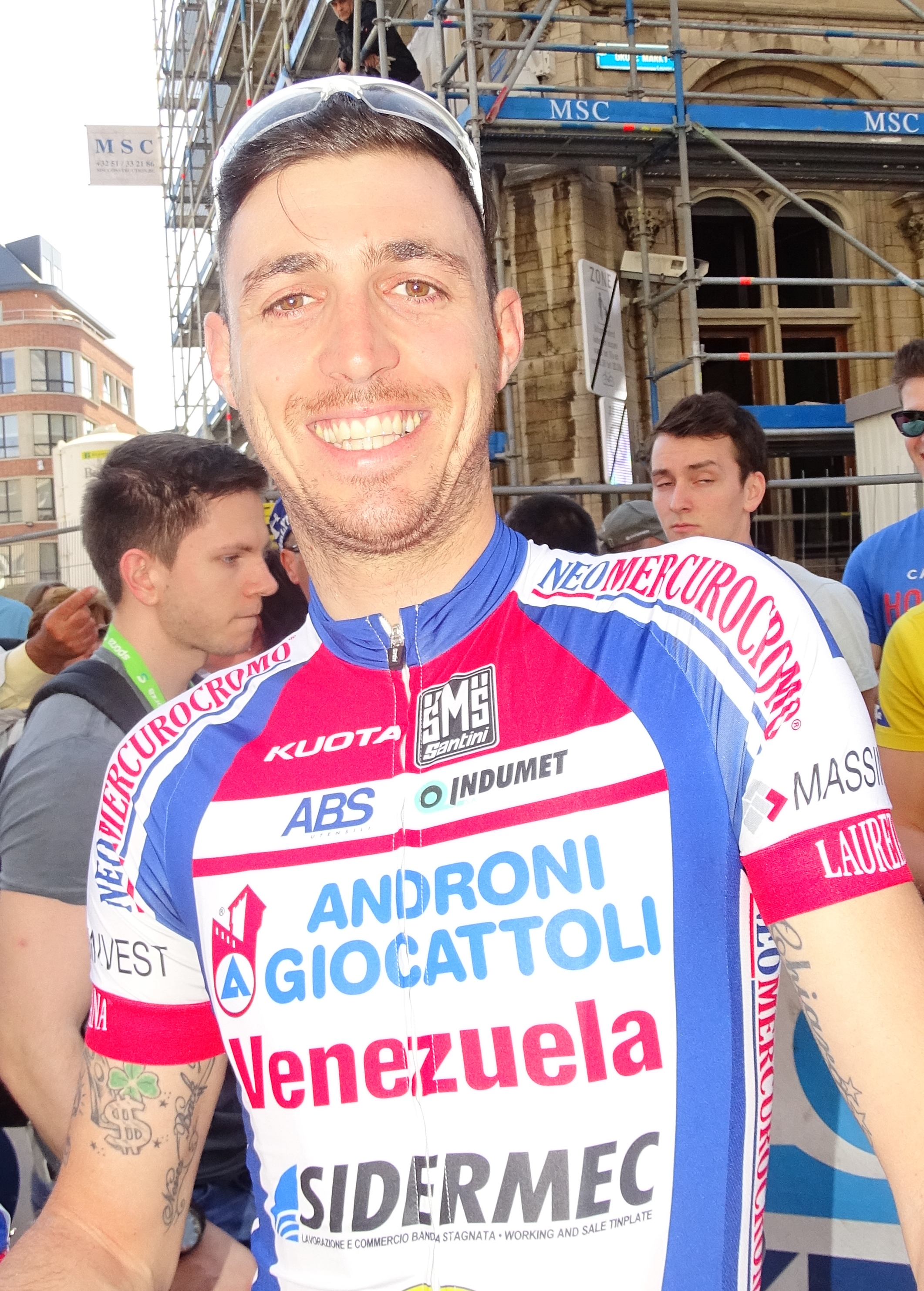
Fabio Taborre (April 2015)

Fabio Taborre (* 5. Juni 1985 in Pescara; † 12. September 2021 ebenda) war ein italienischer Radrennfahrer.

## Leben
Fabio Taborre gewann 2007 das Eintagesrennen Aquaviva di Castelfidardo und wurde Zweiter bei der Trofeo Internazionale Bastianelli hinter Francesco de Bonis. Im September gewann er dann das UCI-Rennen Gran Premio Pretola. Außerdem wurde er Dritter bei einem Rennen in Vitolini und Zweiter in Polignano a Mare. Ende der Saison 2008 fuhr er als Stagiaire bei dem italienisch-venezolanischen Professional Continental Team Serramenti PVC Diquigiovanni.
Die UCI gab am 27. Juli 2015 bekannt, dass man in einer außerhalb eines Wettbewerbs vom Fabio Torre genommenen Probe eine verbotene Substanz feststellte, woraufhin er vorläufig gesperrt wurde. Da dies nach Davide Appollonio (30. Juni 2015) der zweite Fall des Teams innerhalb von zwölf Monaten war, wurde auch das Team für mehrere Wochen gesperrt. Im Mai 2016 wurde er durch das UCI Anti-Doping-Tribunal für vier Jahre gesperrt.
Fabio Taborre starb im September 2021 nach langer Krankheit im Alter von 36 Jahren.  

## Erfolge
2007
- Gran Premio Pretola

2008
- Trofeo Salvatore Morucci

2011
- GP Camaiore
- Memorial Marco Pantani

2012
- eine Etappe Österreich-Rundfahrt

## Teams
- 2008 Serramenti PVC Diquigiovanni-Androni Giocattoli (Stagiaire)
- 2009 Serramenti PVC Diquigiovanni-Androni Giocattoli
- 2010 Androni Giocattoli-Serramenti PVC Diquigiovanni
- 2011 Acqua & Sapone
- 2012 Acqua & Sapone
- 2013 Vini Fantini-Selle Italia
- 2014 Neri Sottoli
- 2015 Androni Giocattoli-Sidermec